# Charles M. Rice
Charles M. Rice, född 25 augusti 1952 i Sacramento i Kalifornien, är en amerikansk virolog och forskare.
För sin forskning kring Hepatit C-viruset tilldelades han år 2020 Nobelpriset i fysiologi eller medicin tillsammans med Michael Houghton och Harvey J. Alter.